# Acemita

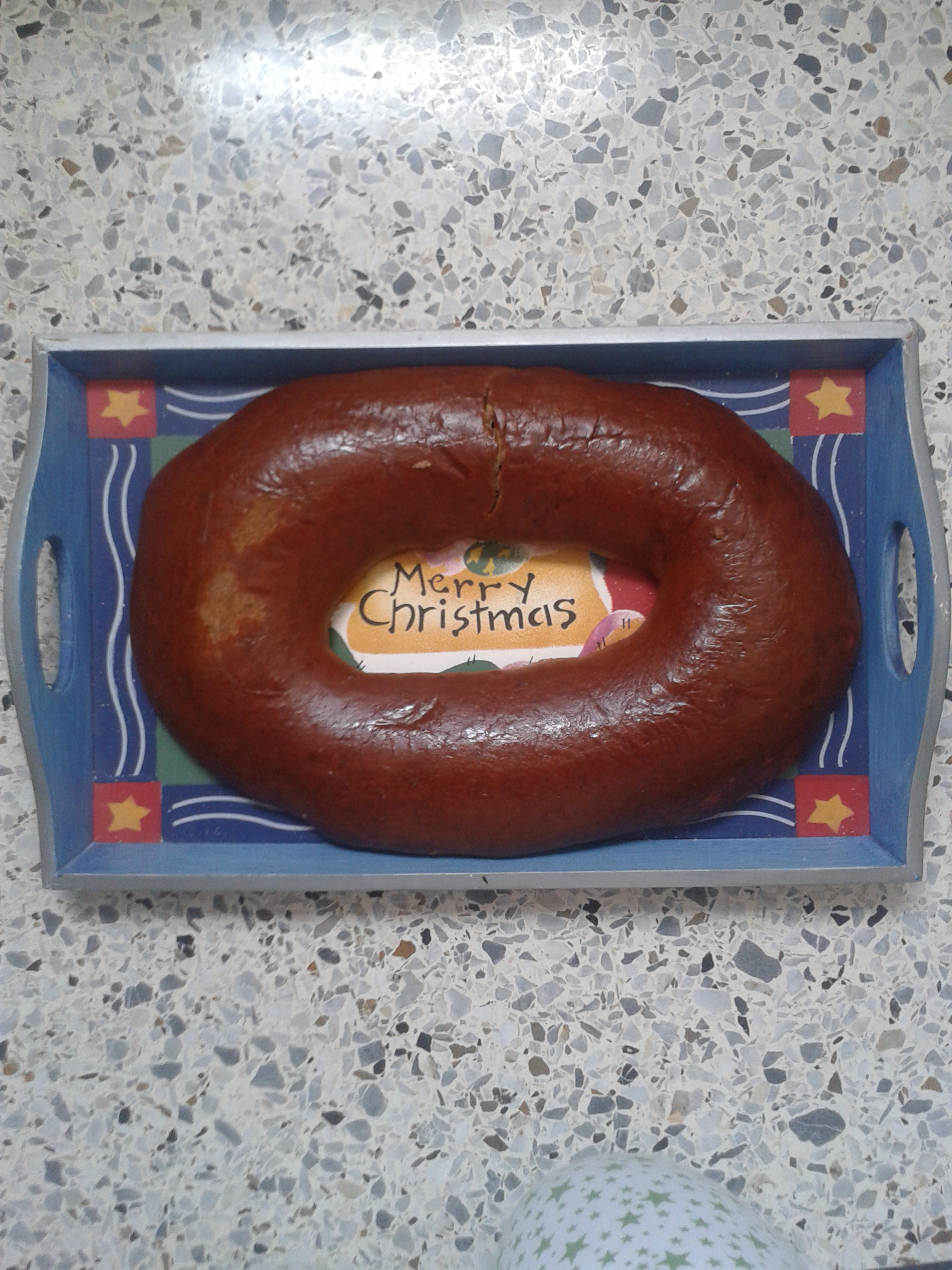
Acemita tocuyana

Las acemitas o tunjas son un dulce consumido en Costa Rica y en el estado venezolano de Lara. Muchos le dicen "flor de harina" ya que es su ingrediente principal para obtener este dulce tradicional. Su característica principal es que tiene forma ovalada y por ingredientes como la canela y la panela tien un color bronceado.

## Variantes

### Costa Rica
En la culinaria costarricense las acemitas son un tostel típico del Valle Central, especialmente en el área rural de la provincia de San José. Se trata de una rosca con hoyo pequeño, de color oscuro y textura firme, que se elabora con harina de trigo, huevos, manteca, canela, clavos de olor y tapa dulce. Su origen proviene de la cocina árabe, de hecho su nombre deriva de la voz as-samid (la más blanca harina), y pueden encontrarse en las gastronomías de varios países del Medio Oriente. Esta preparación es muy gustada para acompañarla con café o chocolate caliente.

### Venezuela
Una de las muestras más representativas del recetario gastronómico repostero criollo de Lara, lo constituye la tradicional acemita tocuyana. Es un preparado que se amasa mezclando varios ingredientes que son los responsables de darle ese sabor típico e inconfundible a un pan que representa parte importante de la tradición culinaria tocuyana como producto autóctono que se identifica plenamente con la región, tan autóctono como el tamunangue, las catalinas, el suero de cabra y otros elementos del acervo cultural tocuyano.
No está de más señalar que en la tradición reposteril tocuyana, la acemita es un pan fabricado con levadura, a la cual se le agrega varias especias como la nuez moscada, la canela y el papelón para endulzar y darle ese color marrón, también se le agrega queso blanco no muy salado.
Ya es una costumbre que muchos turistas desean conocer la ciudad madre de Venezuela, sus tradiciones, bailes y cultura culinaria, asiduamente solicitan y van en busca de las preciadas acemitas, las cuales consideran una exquisitez por su sabor acanelado, por la suavidad y aroma de su bizcocho ovalado, y por su corteza marrón de consistencia delgada y blanda, la cual contribuye significativamente a que la panadería criolla tocuyana sea una actividad artesanal de amplia venta y distribución a nivel regional y nacional.